# Estrazione di una base
In matematica, in particolare in algebra lineare, l'estrazione di una base è un algoritmo che permette di estrarre una base di uno spazio vettoriale a partire da un insieme finito di generatori dello spazio.

## Il teorema di estrazione di una base
Sia {\displaystyle V} uno spazio vettoriale di dimensione {\displaystyle n} su un campo {\displaystyle K}. Il teorema di estrazione di una base asserisce che se {\displaystyle \mathbf {v} _{1},\ldots ,\mathbf {v} _{k}} sono vettori che generano {\displaystyle V}, allora:
- Il numero {\displaystyle k} è maggiore o uguale a {\displaystyle n}.
- Esistono {\displaystyle n} vettori {\displaystyle \mathbf {v} _{1},\ldots ,\mathbf {v} _{n}} che formano una base di {\displaystyle V}.

## Dimostrazione e algoritmo
La dimostrazione fornisce un algoritmo che consente di trovare concretamente i vettori {\displaystyle \mathbf {v} _{1},\ldots ,\mathbf {v} _{n}}. L'algoritmo funziona nel modo seguente: per ogni {\displaystyle i=1,\ldots ,k}, si controlla se il vettore {\displaystyle i}-esimo {\displaystyle \mathbf {v} _{i}} è dipendente dai precedenti. Questo accade se e solo se:
{\displaystyle \mathbf {v} _{i}\in {\rm {Span}}(\mathbf {v} _{1},\ldots ,\mathbf {v} _{i-1})}
Se un vettore è linearmente dipendente dagli altri si elimina dalla lista, altrimenti, si tiene. Per {\displaystyle i=1}, non ci sono vettori precedenti e si considera quindi lo span come l'insieme formato dal solo vettore nullo: quindi il primo vettore viene tenuto solo se diverso da zero. Il risultato finale è quindi un insieme di vettori indipendenti che continuano a generare {\displaystyle V}, ossia, per definizione, una base di {\displaystyle V}.

## Esempio
Si estrae una base di {\displaystyle \mathbb {R} ^{3}} dall'insieme :
{\displaystyle {\begin{pmatrix}1\\1\\0\end{pmatrix}},{\begin{pmatrix}0\\1\\1\end{pmatrix}},{\begin{pmatrix}1\\0\\-1\end{pmatrix}},{\begin{pmatrix}0\\1\\0\end{pmatrix}}}
Il primo vettore non è nullo e quindi viene tenuto. Il secondo non è multiplo del primo, e quindi viene tenuto. Il terzo è però combinazione dei primi due, infatti:
{\displaystyle {\begin{pmatrix}1\\0\\-1\end{pmatrix}}={\begin{pmatrix}1\\1\\0\end{pmatrix}}-{\begin{pmatrix}0\\1\\1\end{pmatrix}}}
Quindi il terzo vettore è eliminato. Il quarto risulta indipendente dagli altri. Si ottiene quindi la base:
{\displaystyle {\begin{pmatrix}1\\1\\0\end{pmatrix}},{\begin{pmatrix}0\\1\\1\end{pmatrix}},{\begin{pmatrix}0\\1\\0\end{pmatrix}}}

### Controesempio
Se al posto di spazi vettoriali si considerano moduli liberi allora il risultato non è più vero. Si prenda ad esempio lo {\displaystyle \mathbb {Z} }-modulo libero  {\displaystyle \mathbb {Z} \oplus \mathbb {Z} }. Allora si può verificare che {\displaystyle (3,1),(2,0),(0,1)} generano tutto {\displaystyle \mathbb {Z} \oplus \mathbb {Z} } ma né {\displaystyle (3,1),(2,0)}, né {\displaystyle (3,1),(0,1)}  né {\displaystyle (2,0),(0,1)} sono basi sebbene linearmente indipendenti e di cardinalità uguale al rango dello {\displaystyle \mathbb {Z} }-modulo (ossia 2). Si osservi che un controesempio ancora più semplice si può trovare per lo {\displaystyle \mathbb {Z} }-modulo libero  {\displaystyle \mathbb {Z} } scegliendo ad esempio {\displaystyle 2,3} come sistema di generatori, da cui chiaramente non si riesce ad estrarre una base.